# Tidöavtalet

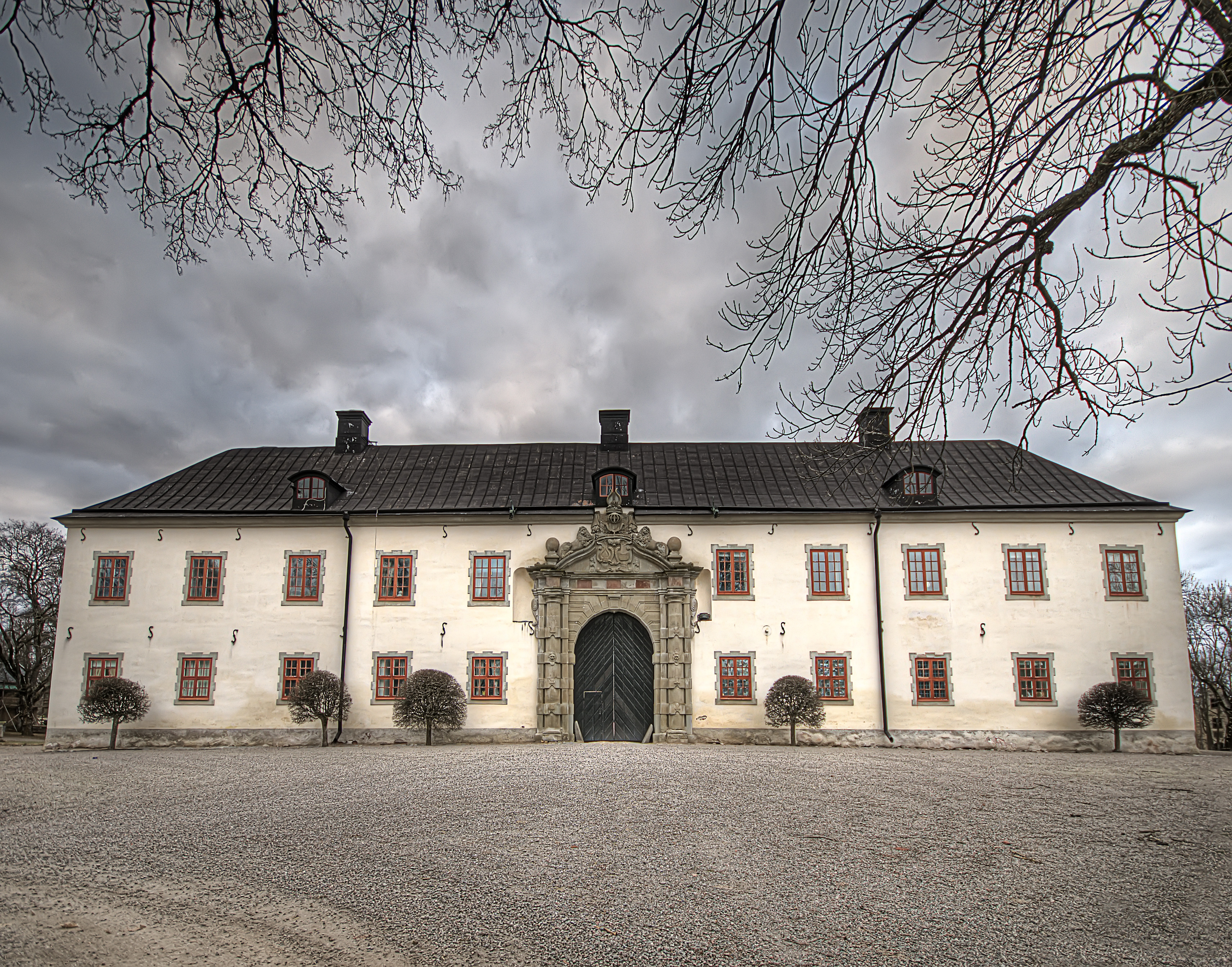
Delar av förhandlingarna skedde i konferenslokalerna på Tidö slott.

Tidöavtalet är en skriftlig överenskommelse mellan de svenska riksdagspartierna Kristdemokraterna, Liberalerna, Moderaterna och Sverigedemokraterna som offentliggjordes den 14 oktober 2022. Tidöavtalet, vars namn syftar på Tidö slott där förhandlingar som ledde fram till avtalet hölls, låg till grund för att utse regeringen Kristersson med moderaten Ulf Kristersson som statsminister och regeringsbildare efter riksdagsvalet 2022.

## Bakgrund
Historiskt har Moderaterna, Kristdemokraterna och Liberalerna suttit tillsammans i regering. Sverigedemokraterna har inte suttit i en regering och har inte varit med i en regeringsbildning, men hade medverkat i statsbudgetsamtal med Moderaterna och Kristdemokraterna första gången hösten 2021, och fick då igenom budgeten. I övrigt är detta första gången Sverigedemokraterna får formaliserat inflytande över en regerings politik. Moderaterna, Kristdemokraterna och Liberalerna lovade i valrörelsen att inte låta Sverigedemokraterna sitta i regeringen.[källa behövs]

## Tillblivelse
Överenskommelsen offentliggjordes fredagen den 14 oktober 2022, drygt en månad efter Riksdagsvalet som genomfördes 11 september 2022. De fyra partierna (så kallade Tidöpartierna eller Tidölaget), Kristdemokraterna, Liberalerna, Moderaterna och Sverigedemokraterna ligger bakom överenskommelsen. De hade en knapp riksdagsmajoritet för att vinna en omröstning och avtalet redovisar vad de gemensamt kunde ställa sig bakom. Riksdagen prövade Ulf Kristersson som statsminister den 17 oktober 2022 och han tillträdde formellt som statsminister efter en skifteskonselj på Kungliga slottet den 18 oktober 2022.
Överenskommelsen innebär att Moderaterna, Kristdemokraterna och Liberalerna bildar en minoritetsregering med stöd av Sverigedemokraterna, som får nio tjänstemän i regeringens samordningskansli, i debatten beskrivna som Sverigedemokraternas förhandlingsstyrka, kontrollfunktion eller beredningskansli. Sverigedemokraterna har enligt flera bedömare istället fått igenom fler sakfrågor än övriga partier, och ligger bakom de flesta av avtalets punkter inom migrations- och kriminalpolitiken, men andra bedömare påpekar att Sverigedemokraterna hade framfört flera krav som de inte har fått gehör för. Partiledarna kommer årligen att besluta om hur samarbetsprojekten ska fortsätta inför kommande år. 
Deltagandet av Liberalerna i ett regeringsavtal med Sverigedemokraterna orsakade en kontrovers inom partiet och kritiserades av den europeiska partigrupp där partiet ingår (Alde, Alliansen liberaler och demokrater för Europa) och Renew Europe, Alde's grupp i Europaparlamentet.
Namnet Tidöavtalet  härrör från Tidö slott i Västmanland där delar av förhandlingarna genomfördes, och lanserades av de fyra partierna. Socialdemokraterna och Vänsterpartiet, valde att kalla överenskommelsen "slottsavtal" för att de menar att det är en överenskommelse som bara gynnar den rika delen av Sveriges befolkning.

## Överenskommelsens innehåll
Avtalet är på 62 sidor. Det inleds med ett avsnitt om hur de fyra undertecknande partierna ska samarbeta. Därefter presenteras sju  "samarbetsprojekt" som partierna enats om.

### Samarbetet mellan partierna
"Alla frågor som samarbetet avser genomförs i gemensamma samarbetsprojekt mellan de partier som ingår i överenskommelsen. Samarbetsparti som inte sitter i regeringen har fullt och lika inflytande över frågor i samarbetsprojekten på samma sätt som partierna i regeringen. Det innebär medverkan fullt ut i beredningsprocesserna avseende exempelvis utredningsdirektiv, propositioner till riksdagen, förordningsändringar som följer av ny lagstiftning." 
Samarbetet innebär att de ingående partierna inte ensidigt samverkar med andra partier i riksdagen i de frågor som direktiven till samarbetsprojekten omfattar. I samarbetsprojekten har samarbetspartierna fullt och lika inflytande över frågor som projekten omfattar. Syftet är att kunna förhandla politiska frågor med fullt och lika inflytande i samarbetsprojekten mellan partier som sitter i regeringen och inte. Ett inre kabinett inrättas bestående av partiledare från de fyra samarbetspartierna.
"Samarbetspartierna bidrar till ett gott samarbetsklimat genom att uppträda med värdighet och tala respektfullt om varandras centrala företrädare. Eventuell offentlig diskussion utifrån meningsskiljaktigheter i sakfrågor mellan samarbetspartierna ska emellertid bejakas, som en naturlig del av den öppna, demokratiska samhällsdebatten i ett fritt samhälle.

### Hälso- och sjukvården
Punkt ett i avtalet berör hälso- och sjukvård där inriktningen för vården ska förändras. Vårdköerna ska kapas, tillgängligheten förbättras och jämlikheten mellan olika delar av landet säkerställas. En utredning tillsätts med uppdrag att analysera och belysa för- och nackdelar samt lämna förslag på möjligheterna att långsiktigt införa ett delvis eller helt statligt huvudmannaskap. En nationell vårdförmedling i statlig regi inrättas för att kapa köer inom hälso- och sjukvården. En nationell långsiktig plan för att eliminera bristen på vårdplatser ska också tas fram. Arbetet med att stärka den psykiska hälsan och suicidpreventionen ska prioriteras som ett led i folkhälsoarbetet, inte minst för unga. Särskilda satsningar på cancer- och barncancervården inklusive eftervård och rehabilitering ska göras liksom satsningar på jämställd vård samt vård och forskning om kvinnors sjukdomar och hälsa. En nationell förlossningsplan tas fram i syfte att stärka förlossningsvården, öka tillgängligheten och minska regionala skillnader. Den digitala infrastrukturen i sjukvården reformeras och blir mer enhetlig. Möjligheter till hemabort genomförs i enlighet med tidigare beslut. Förslag tas fram om hur rätten till abort kan ges skydd i regeringsformen. En utredning tillsätts för att stärka tandvårdens högkostnadsskydd för att mer efterlikna det som finns i övrig vård. Äldre personer med sämst munhälsa ska prioriteras.

### Klimat och energi
I punkt två i avtalet skriver parterna att elsystemet ska återupprättas så att människor och företag får stabila och låga elpriser samt att minska utsläppen genom att öka effektiviteten i klimatomställningen. Det energipolitiska målet ändras från 100 procent förnybart till 100 procent fossilfritt. Förutsättningarna för investeringar i kärnkraft ska stärkas genom bland annat statliga kreditgarantier på 400 miljarder kronor. Nya regler ska införas som förhindrar att politiken godtyckligt stänger ner kärnkraftverk – kärnkraft ska garanteras rätten till drift och elproduktion så länge anläggningarna är i gott skick och drivs på ett säkert sätt. En utredning om återstart av Ringhals 1 och 2 ska genomföras skyndsamt. Förbuden i miljöbalken att tillåta nya reaktorer på andra platser än i dag och ha fler än tio samtidigt i drift tas bort. Förbudet mot att återstarta stängda reaktorer ska tas bort. De är även överens om bättre förutsättningar för vattenkraften och kraftvärmen. Vindkraft beskrivs fortfarande som en viktig del av energimixen. 
Ett program för internationella klimatinvesteringar i enlighet med Parisavtalets artikel sex utvecklas. Investeringarna ska bidra genom kompletterande åtgärder till att uppnå det svenska klimatmålet om nettonollutsläpp 2045. Satsningar på utbyggd laddinfrastruktur och koldioxidinfångning ska genomföras.

### Kriminalitet
Punkt tre i Tidöavtalet anger kriminalitet och gängbrottslighet som Sveriges viktigaste samhällsproblem och anger flera typer av reformer som ska genomföras inom projektet. Hemliga tvångsmedel ska i utökad grad kunna användas preventivt och sekretesslagstiftningen försvagas så att brottsbekämpande myndigheter kan dela mer information. Man ska utreda möjligheten att utvisa gängkriminella som saknar svenskt medborgarskap även om de inte dömts för brott och kartlägga hur många utländska medborgare som är aktivt gängkriminella. Andra åtgärder är dubbla straff för gängkriminella, kriminalisering av deltagande i kriminella gäng, visitationszoner(da) där polisen ska ha ökade befogenheter att söka efter vapen på människor och i fordon, anonyma vittnen, vistelseförbud där en brottsdömd förbjuds att efter avtjänat straff vistas i ett visst område. Det ska bli lättare att förverka (beslagta) tillgångar som dömda har skaffat sig genom brott, och det ska utredas om tillgångar ska kunna förverkas även från icke dömda som har samröre med kriminella organisationer.
Straffrabatten för unga som fyllt 18 år och dagens mängdrabatt ska båda avskaffas. Samtidigt ska föräldraansvaret och föräldrastödsprogram utökas, fler omhändertaganden enligt LVU ska ske och sänkt straffmyndighetsålder ska utredas. En nationell social insatsstyrka inrättas, som ska göra omvärldsanalys och förmedla beprövade metoder för att förebygga brott och utbilda socialsekreterare i att hantera unga som begår eller är i riskzonen för att begå brott. En fullständig och genomgripande översyn av strafflagstiftningen genomförs i syfte att bland annat skärpa straffen för vålds- och sexualbrott. Polisen, kriminalvården och övriga myndigheter inom rättsväsendet ska expandera kraftigt.

### Migration och integration
Under den fjärde punkten om migration och integration anges att avsikten är att åstadkomma ett "paradigmskifte" i synen på asylmottagande. Svenskt asylmottagande ska anpassas till miniminivån enligt EU-rätten samtidigt som internationella konventioner upprätthålls, inklusive asylrätten. I övrigt ska migrationspolitiken vara "ansvarsfull" och integrationspolitiken införa krav på att bli en del av "det svenska". Följande reformer ska utredas, föreslås i propositioner och förhandlas i budgetarbetet inom ramen för projektet: ökad användning av biometriska data i utlänningsärenden, förstärkta möjligheter till inre utlänningskontroller, kommuners och myndigheters anmälningsplikt av papperslösa invandrare (utom vid ömmande skäl), intensifierat återvändandearbete, skärpt arbetskraftsinvandring och skärpta villkor för anhöriginvandring, transitcenter under hela asylprocessen, utvisning på grund av bristande vandel, skärpta krav för medborgarskap och återkallande av uppehållstillstånd i fler fall. Asylrelaterade uppehållstillstånd ska vara tidsbegränsade och institutet permanent uppehållstilltånd ska utmönstras. Rätten till offentligt finansierad tolk begränsas. Integrationspolitiken läggs om till att i högre grad bli kravbaserad, där den som långvarigt befinner sig i Sverige ska ta ansvar för att bli en del av samhället.
Lämna förslag till en ordning med informationsutbyte och anmälningsplikt mellan Polisen och myndigheter som kan antas komma i kontakt med personer som befinner sig illegalt i landet. Kommuner och myndigheter ska vara skyldiga att informera Migrationsverket och Polismyndigheten när de kommer i kontakt med personer som vistas i Sverige utan tillstånd. Det innebär att myndigheter som en person kan komma i kontakt med får ett ansvar för att säkerställa personens lagliga rätt att vistas i Sverige. Genom informationsplikten ska möjligheterna att leva i landet utan tillstånd försvåras. Det kan finnas situationer där en anmälan skulle strida mot ömmande värden, till exempel i sjukvården. Undantag från informationsplikten behöver därför utredas närmare.

### Skolan
Punkt fem i avtalet berör den svenska skolan och utbildning. Svensk skola ska genomgå ett rejält kunskapslyft. Steg tas emot att införa en nationellt bindande skolpengsnorm i syfte att genom statlig styrning av finansieringen öka likvärdigheten i den svenska skolan i hela landet. Undervisningstiden ska öka och skolans styrdokument (läroplaner, kursplaner och ämnesplaner) reformeras och få ökat fokus på inlärning, färdigheter samt fakta- och ämneskunskaper. Ett betygssystem med kunskapsfokus införs för att stoppa problem med betygsinflation. En ny friskolelag ska införas. Vinstutdelning ska inte få förekomma under de första åren efter att en skola startats eller köpts av en ny ägare. Syftet är att garantera långsiktigt ägande och att det som startar eller förvärvar en friskola måste ha en ekonomisk styrka. Satsningar på fler speciallärare, mindre undervisningsgrupper och tydligare ordningsregler för att upprätta ordning och reda i klassrummen.

### Tillväxt och hushållsekonomi
Punkt sex i Tidöavtalet beskriver den övergripande inriktningen för den ekonomiska politiken under mandatperioden. Överenskommelsen har lett till att inriktningen för den ekonomiska politiken ska vara att motverka arbetslöshet och stärka Sveriges tillväxtförmåga. Företagens administrativa kostnader ska minska under mandatperioden. Arbetslinjen ska stärkas genom en stor bidragsreform med bland annat bidragstak och aktivitetskrav för den som lever på försörjningsstöd. Sjukförsäkringen ska ge ekonomisk trygghet för den som på grund av sjukdom inte kan arbeta. Att nivån på A-kassan inte ska förändras står inte med i överenskommelsen, men uppgavs på pressträffen. Skatt på arbete sänks med inriktning på låg- och medelinkomsttagare, liksom skatten på pension. För att stötta hushållen ytterligare sänks skatten på sparande. Hushållen kompenseras för de höga elpriserna och drivmedelspriserna sänks kraftigt, bland annat genom att reduktionsplikten av fossila drivmedel sänks till EU:s miniminivå. Företagsbeskattningen ska vara konkurrenskraftig och företagen ska ha goda incitament att investera i forskning samt ges bättre möjlighet att attrahera och behålla nyckelkompetens. Villkoren för små och medelstora företag att växa, anställa och attrahera kapital ska förbättras

### Andra samarbetsfrågor
Den sjunde och sista punkten i avtalet handlar om bland annat medier, kultur och abort. Mediernas frihet och mångfald ska främjas. Public service-mediernas oberoende ska bestå och dess långsiktiga finansiering vidmakthållas. I ett delvis nytt medielandskap behöver public service-verksamheten utvecklas, som en del av den demokratiska infrastrukturen. Åtgärder vidtas för att minska den politiska styrningen av kulturens innehåll. En svensk kulturkanon ska tas fram.

## Reaktioner under avtalets första sex månader
Tidöavtalet möttes av kritik från den politiska oppositionen. Flera punkter väckte även reaktioner i civilsamhället. Nedan sammanfattas uppmärksammade uttalanden om och analyser av avtalet som förts fram under de första sex månaderna efter att avtalet presenterats. Dess förslag hade då ännu inte hunnit verkställas i praktiken och diskussionen gällde avtalets utgångspunkter och intentioner, inte faktiskt tillämpad politik. 

### Migration och integration
Avtalets avsnitt om migration och integration bemöttes med både stöd och kritik. Oppositionsledaren och tidigare statsministern Magdalena Andersson (S) sade i oktober 2022 att hon inte tog avstånd från Tidöavtalets skärpta rätts- eller migrationspolitik. Hon höll med om att Sverige behöver en restriktiv migrationspolitik, och menade att det paradigmskifte som Tidöavtalet talar om genomfördes redan 2015, av den socialdemokratiskt ledda regeringen.
Migrationsverkets generaldirektör Mikael Ribbenvik sade i november 2022 att invandringspolitiken som presenterats i Tidöavtalet skulle fungera som tänkt och resultera i en kraftig minskning av invandringen till Sverige. Företrädare för SACO och Sveriges universitetslärare och forskare skrev att förslagen om att begränsa anhöriginvandringen riskerade att hämma forskningen och landets konkurrenskraft genom att Sverige skulle få svårare att attrahera kvalificerade doktorander och forskare från utanför EU när deras familjer inte längre beviljas uppehållstillstånd.
I en rapport från den fackföreningsnära tankesmedjan Arena Idé hävdade dess chef och statsvetare Lisa Pelling att Tidöavtalet innebar integrationens ände och att avtalet syfte var att möjliggöra deportation av så många människor som möjligt. Enligt rapportförfattarna skulle avtalet komma att påverka inte bara nyanlända och andra med migrationsbakgrund, utan alla som lever i Sverige. Rainbow Refugees Sweden skrev att Tidöavtalet representerade en repressiv politik som ser vissa människor som icke önskvärda och varnade för att det hela handlade om att splittra hbtqi-rörelsen.
I en debattartikel skrev 4 008 vårdstudenter och vårdanställda att de hade för avsikt att begå civil olydnad och vägra ange sina patienter om de åtgärder som Tidöavtalet föreslog genomfördes. I artikeln påstod skribenterna att Tidöavtalet innehöll "ett stort antal rasistiska och direkt antidemokratiska förslag". Göteborgs-Postens ledarskribent Adam Cwejman bemötte debattinlägget och menade att de förvred sanningen, spred falsk information och riktade allvarliga och grundlösa anklagelser om att Sverige styrs av en rasistisk och odemokratisk regering.
Förslaget om att begränsa rätten till offentligt finansierade tolkar inom rättsväsende och polisiär verksamhet kritiserades bland annat av ledande företrädare för Polisförbundet och Advokatsamfundet. Farhågorna gällde både myndigheternas möjlighet att utföra sitt arbete och rättssäkerheten för de inblandade individerna. Justitieministern försäkrade att förslagen inte ska förverkligas innan det är utrett att de inte begränsar polisens effektivitet eller hamnar i strid med Europakonventionen. Läkarförbundet och sjuksköterskornas etiska råd kritiserade förslaget med hänsyn till patientsäkerheten och vårdpersonalens arbetsmiljö och möjlighet att göra korrekta bedömningar. Svenska Dagbladet publicerade i oktober en intervju med sjukvårdsminister Acko Ankarberg Johansson (KD), där hon enligt rubriken sade att det saknas lagliga möjligheter att genomföra förslaget. Ankarberg Johansson ansåg att hon blivit felciterad men vidhöll att hon såg svårigheter i förslaget utifrån patientsäkerheten.

### Brottsbekämpning och rättssäkerhet
Rikspolischef Anders Thornberg talade positivt om avtalets förslag om utökade befogenheter och nya verktyg för polisens brottsbekämpande arbete.
Tidöavtalets skrivning om bristande vandel som grund för utvisning kommenterades i flera massmedier. Regeringens jämställdhetsminister Paulina Brandberg (L) påpekade, i opposition mot sitt partis stöd för avtalet, att prostituerade är brottsoffer och tog avstånd från förslaget att prostituerade skulle kunna utvisas på grund av bristande vandel. En rad företrädare för nykterhetsorganisationer, samt forskare och debattörer verksamma inom alkohol- och narkotikafrågor, kritiserade att missbruk sågs som bristande vandel och uttryckte "djup oro" över att regeringen anser att beroendesjukdom kan vara möjlig grund för utvisning.

### Energi, klimat och miljö
Naturvårdsverket menade att Sverige troligen missar sina klimatmål om förslaget om att sänka reduktionsplikten till EU:s lägstanivå genomförs, eller tvingas att istället genomföra andra betydligt dyrare satsningar.
Många av energibranschens aktörer välkomnade Tidöavtalets stora fokus på elektrifiering och mer planerbar energiproduktion men uttryckte också en oro för vad som händer med teknikneutraliteten om staten styr för mycket.

### Skatter och bidrag
Organisationen Svenskt Näringsliv såg avtalets skrivningar om skatter som positiva för tillväxt, jobb och investeringar. Man välkomnade avtalets ambition att företagen ska ha konkurrenskraftiga förutsättningar och att kompetensförsörjningen ska stärkas, liksom att bolagsskatter och kapitalskatter ska vara konkurrenskraftiga och främja fler nya företag. Man höll också med om att bidragsberoende behöver bytas mot egen försörjning och välkomnade en bidragsreform som skulle ge lägre skatt för framför allt låg- och medelinkomsttagare.

### Människovärde, mänskliga rättigheter, solidaritet och internationella konventioner
Avtalet möttes med oro av flera organisationer för mänskliga rättigheter. Bland dem fanns  Amnesty International  som uttalade att flera punkter riskerar "att allvarligt hota såväl rättsstatens principer som andra grundläggande mänskliga rättigheter" och Civil rights defenders som uppgav att avtalets kriminal- och migrationspolitik "innehåller flera åtgärder som tydligt bryter mot de mänskliga rättighetsnormerna som Sverige är bundna till".
Flyktinggruppernas riksråd FARR och ett stort antal av dess medlemsföreningar protesterade mot det man såg som en främlingsfientlig flyktingpolitik som urholkar de mänskliga rättigheterna. Bland annat kritiserades förslaget att uppehållstillstånd inte längre ska vara permanenta, att återvandring ska uppmuntras och att det ska krävas kvalificering för att ta del av rättigheter inom svensk välfärd.
Förslaget om anmälningsplikt för kommuner och myndigheter som möter personer utan tillstånd att vistas i Sverige möttes av kritik från Lärarförbundet samt SACO och dess 21 medlemsförbund. Kritikerna ansåg att förslaget stred mot deras yrkesetik och FN:s barnkonvention, som är inskriven i svensk lag. 
Fredrik Modéus, biskop i Svenska Kyrkan i Växjö stift, skrev att flera av förslagen i avtalet stred mot kristen idétradition. Han påminde om människors lika värde och solidaritet med alla människor som lever i utsatthet som kristna grundvärden. Hans debattinlägg ledde till en offentlig diskussion där biskopens argument bemöttes av kyrkligt aktiva som menade att idén att kristendomen skulle predika socialt ansvar för all världens folk snarare handlade om socialistisk ideologi.